# Хадрица
Хадрица — река в России, протекает в Боровичском районе Новгородской области. Вытекает из озера Люто, впадает в озеро Шерегодра, из которого вытекает Ситница. Длина реки составляет 6,5 км.
Река протекает по территории Кончанско-Суворовского сельского поселения. На правом берегу реки стоит деревня Большое Обречье, ниже река протекает через деревню Осиновец.

## Данные водного реестра
По данным государственного водного реестра России относится к Балтийскому бассейновому округу, водохозяйственный участок реки — Мста без р. Шлина от истока до Вышневолоцкого г/у, речной подбассейн реки — Волхов. Относится к речному бассейну реки Нева (включая бассейны рек Онежского и Ладожского озера).
Код объекта в государственном водном реестре — 01040200212102000020469.